# Esplanade des Amazones
L'Esplanade des Amazones est une place publique située à Cotonou au Bénin. Elle abrite l'Amazone, une statue de 30 m de hauteur érigée en hommage aux vaillantes Amazones.

## Situation et accès

### Situation
L'Esplanade des amazones est située dans le 12è arrondissement de Cotonou, département du Littoral dans le Sud du Bénin.

### Accès
Elle se trouve entre l'océan atlantique et le boulevard de la marina qui lui donne accès au véhicule. La place est desservie par des véhicules, notamment les Bus, voitures ainsi que des engins à deux roues.

## Historique
La décision de construction de l'esplanade des amazones en y érigeant la statue de l'amazone est prise par le gouvernement béninois, le 17 juillet 2019. C'est à partir du mercredi 5 février 2020, que les ministres autorisent, à la fin de leur séance, des missions d’études et de contrôle pour la réalisation des travaux de génie civil dans le cadre des projets d'aménagement urbain. Les travaux concernent, spécialement, le Jardin de Mathieu, le Champ de foire sud, le Boulevard de la Marina, la Place de l’indépendance et l’Esplanade des amazones. 
La statue est en cours d'installation depuis 2021. Elle est réalisée par l’artiste-sculpteur chinois Li Xiangqun sous la Société Beijing Huashi Xiangqun Culture et Art Co. Ltd,. Les accords de contractualisation sont lancés à la suite du conseil des ministres en sa séance du mercredi 03 novembre 2021,,. Les travaux complémentaires et  travaux neufs d’amélioration du projet d’aménagement paysager et de génie civil sont autorisés depuis le 03 mai 2021. Ces modifications supplémentaires ont pour objectif, un agrandissement de l’esplanade des amazones avec le réaménagement du parc adjacent, y compris la zone sud ainsi que l’aménagement d’un parking Est.